# ANBO IV
ANBO IV là một loại máy bay quân sự duy nhất do Litva tự thiết kế trang bị cho Không quân Litva trong Chiến tranh thế giới II. ANBO IV do nhà thiết kế máy bay Antanas Gustaitis của Litva chịu trách nhiệm thiết kế.

## Biến thể

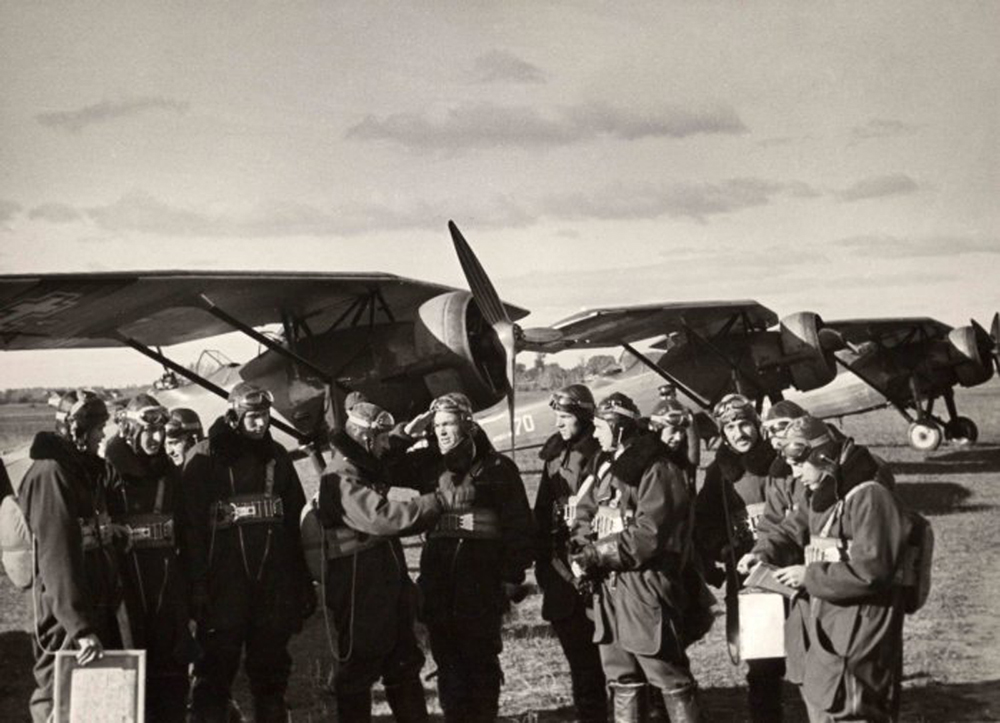
3 chiếc ANBO-41

ANBO IV
ANBO 41

## Quốc gia sử dụng
Lithuania
- Không quân Litva

 Liên Xô
- Không quân Liên Xô

## Tính năng kỹ chiến thuật (ANBO 41)
Đặc điểm tổng quát
- Kíp lái: 2
- Chiều dài: 8.80 m (28 ft 10 in)
- Sải cánh: 13.20 m (43 ft 4 in)
- Diện tích cánh: 29.0 m2 (312 ft2)
- Trọng lượng rỗng: 1,500 kg (3,310 lb)
- Trọng lượng có tải: 2,300 kg (5,070 lb)
- Powerplant: 1 × Bristol Pegasus XXIII, 750 kW (1,010 hp)

Hiệu suất bay
- Vận tốc cực đại: 360 km/h (220 mph)
- Tầm bay: 800 km (500 dặm)
- Trần bay: 9.000 m (29.500 ft)
- Vận tốc lên cao: 6,9 m/s (1.360 ft/phút)

Vũ khí trang bị
- 2 × súng máy phía trước
- 2 × súng máy cho người quan sát phía sau
- Lên tới 200 kg (440 lb) bom